# Elizabeth Goudge
Elizabeth de Beauchamp Goudge (24 de abril de 1900 en Wells, Inglaterra-1 de abril de 1984) fue una escritora inglesa de novelas románticas, cuentos y libros infantiles.

## Biografía
Elizabeth de Beauchamp Goudge nació en la ciudad catedral de Wells, donde su padre, Henry Leighton Goudge, fue subdirector del Theological College. La familia se mudó a Ely cuando él se convirtió en director de la Escuela Teológica. Hubo un nuevo traslado a Christ Church (Oxford) cuando fue nombrado Profesor Real de Divinidad en la Universidad. Elizabeth estudió en Grassendale School, Southbourne (1914-191818), y en la escuela de arte en la Universidad de Reading, entonces un colegio de extensión de la Iglesia Cristiana. Continuó para enseñar diseño y artesanía en Ely y Oxford.
El primer libro de Elizabeth, The Fairies' Baby and Other Stories (1919), fue un fracaso y este fue varios años antes de la autoría de su primera novela, Island Magic (1934), la cual fue un éxito inmediato. Estaba basada en los cuentos de Channel Island, muchos de los cuales ella había aprendido de su madre, una nativa de Guernsey.
The Little White Horse (1946) era el favorito propio de Elizabeth, entre sus obras, y también el libro que J. K. Rowling, escritora de los cuentos de Harry Potter, dijo que era su favorito cuando era niña. La miniserie Moonacre y la película de 2009 The Secret of Moonacre se basaron en The Little White Horse. Su Green Dolphin Country (1944) fue llevada al cine (bajo el título estadounidense Green Dolphin Street), la cual ganó el Premio Óscar por efectos especiales en 1948.
Después de la muerte de su padre en 1939, Elizabeth se trasladó a un bungaló en Devon, en el que cuidó a su madre enferma. Después de la muerte de su madre, en 1951, se trasladó a Oxfordshire, pasando los últimos 30 años de su vida viviendo en una casa de campo en Peppard Common, en las afueras de Henley-on-Thames, donde una placa azul se inauguró en 2008.
Elizabeth murió el 1 de abril de 1984.

## Premios y honores
- Miembro de la Royal Society of Literature, 1945.
- Medalla Carnegie 1947 para The Little White Horse.
- Metro-Goldwyn-Mayer Annual Novel Award, 1944, para Green Dolphin Country.[4]

### Antologías
- The Fairies' Baby: And Other Stories (1919)
- A Pedlar's Pack: And Other Stories (1937)
- Three Plays: Suomi, The Brontës of Haworth, Fanny Burney (1939)
- The Golden Skylark: And Other Stories (1941)
- The Ikon on the Wall: And Other Stories (1943)
- The Elizabeth Goudge Reader (1946)
- Songs and Verses (1947)
- At the Sign of the Dolphin (1947)
- The Reward of Faith: And Other Stories (1950)
- White Wings: Collected Short Stories (1952)
- The Ten Gifts: An Elizabeth Goudge Anthology (1965)
- A Christmas Book: An Anthology of Christmas Stories (1967)
- The Lost Angel: Stories (1971)
- Pattern of People: An Elizabeth Goudge Anthology (1978)

### Novelas románticas
- Island Magic (1934) Destinos en peligro
- The Middle Window (1935) El ventanal del centro
- Towers in the Mist (1938)
- The Castle on the Hill (1941) El castillo de la colina
- Green Dolphin Country (1944) aka Green Dolphin Street (título en EE. UU.) El país del delfín verde
- Gentian Hill (1949) La capilla de San Miguel
- The Rosemary Tree (1956)
- The White Witch (1958)
- The Dean's Watch (1960) El reloj del Deán
- The Scent of Water (1963)
- The Child From the Sea (1970) La niña del mar

### Serie Torminster
1. A City of Bells (1936) La ciudad de la campanas
2. Sister of the Angels (1939)
3. Henrietta's House (1942) aka The Blue Hills

### Saga Eliots of Damerosehay
1. The Bird in the Tree (1940) El pájaro del árbol
2. The Herb of Grace (1948) aka Pilgrim's Inn La posada del peregrino
3. The Heart of the Family (1953) La estrella sobre la fuente

- The Eliots of Damerosehay (omnibus) (1957)

### Novelas infantiles
- Smokey House (1940)
- The Well of the Star (1941)
- The Little White Horse (1946) El pequeño caballo blanco
- Make-Believe (1949)
- The Valley of Song (1951)
- Linnets and Valerians (1964) aka The Runaways
- I Saw Three Ships (1969)

### Colecciones
- Three Cities of Bells (omnibus) (1965)
- Hampshire Trilogy (omnibus) (1976)

### No ficción
- God So Loved the World: The Story of Jesus (1951)
- Saint Francis of Assisi (1959) aka My God and My All: The Life of St. Francis of Assisi
- A Diary of Prayer (1966)
- The Joy of the Snow: An Autobiography (1974)

### Antologías editadas por Elizabeth Goudge
- A Book of Comfort: An Anthology (1964)
- A Book of Peace: An Anthology (1967)
- A Book of Faith: An Anthology (1976)

### Antología con cuentos de Elizabeth Goudge
- Dancing with the Dark (1997)

### Cuentos
- ESP (1974)